# Ridha Charfeddine
Ne doit pas être confondu avec Taoufik Charfeddine.
Ridha Charfeddine (arabe : رضا شرف الدين), né le 2 juillet 1952 à Sousse, est un pharmacien, homme d'affaires et homme politique tunisien.

## Biographie

### Carrière professionnelle
En 1989, il fonde le laboratoire pharmaceutique UNIMED dont il devient PDG.
Il co-fonde également la chaîne de télévision Attessia TV, lancée en 2015.

### Carrière sportive
Président de la commission de volley-ball de l'Étoile sportive du Sahel en 2011-2012, il est élu président du club omnisports dans la foulée.
Le 26 novembre 2017, à la suite d'actes de violence lors d'un match contre l'Espérance sportive de Tunis, il se retire de la présidence de l'Étoile sportive du Sahel mais revient sur sa décision peu après. Le 9 octobre 2021, Maher Karoui lui succède à la tête du club.

### Carrière politique
En 2014, il est élu député à l'Assemblée des représentants du peuple comme représentant de Nidaa Tounes dans la circonscription de Sousse.
Président de la commission de préparation du congrès de Nidaa Tounes en 2019, il démissionne de cette fonction à cause de désaccords avec l'instance politique du parti. Le 14 mars, il annonce sa démission de son siège de député, décision qui n'est pas acceptée par son groupe parlementaire. En juin, il rejoint le parti Au cœur de la Tunisie fondé par Nabil Karoui,. Quelques mois après, il est nommé vice-président de ce parti,. En mars 2020, il démissionne du parti avec dix autres députés.
Le 4 novembre 2021, il annonce sa démission du parlement et son retrait de la vie politique, sportive et partisane « pour des raisons strictement personnelles et familiales ».

### Tentative d'assassinat
Au matin du 8 octobre 2015, il est victime d'une tentative d'assassinat lorsqu'un homme armé non identifié ouvre le feu sur sa voiture alors qu'il se rend sur son lieu de travail à Sousse. Selon le ministère de l'Intérieur, des éléments takfiristes, actives au sein de la katiba Al Forkan, sont derrière cette opération,.

## Distinctions
- Commandeur de l'ordre national du Mérite (Tunisie, 2019)[20].